# Llukalkan
Llukalkan foi um teropóde da família Abelisauridae que viveu na Argentina na Formação Bajo de la Carpa. O animal viveu há mais de 70 milhões de anos, no Santoniano do Cretáceo Superior. Estimativas sugerem que atingia um comprimento corporal em torno de 3,9 metros.